# Stockport (Ohio)
Stockport es una villa ubicada en el condado de Morgan en el estado estadounidense de Ohio. En el Censo de 2010 tenía una población de 503 habitantes y una densidad poblacional de 590,3 personas por km².

## Geografía
Stockport se encuentra ubicada en las coordenadas 39°32′56″N 81°47′40″O / 39.54889, -81.79444. Según la Oficina del Censo de los Estados Unidos, Stockport tiene una superficie total de 0.85 km², de la cual 0.85 km² corresponden a tierra firme y (0%) 0 km² es agua.

## Demografía
Según el censo de 2010, había 503 personas residiendo en Stockport. La densidad de población era de 590,3 hab./km². De los 503 habitantes, Stockport estaba compuesto por el 91.65% blancos, el 2.98% eran afroamericanos, el 0% eran amerindios, el 0% eran asiáticos, el 0% eran isleños del Pacífico, el 0.2% eran de otras razas y el 5.17% pertenecían a dos o más razas. Del total de la población el 0.6% eran hispanos o latinos de cualquier raza.